# Literatorul

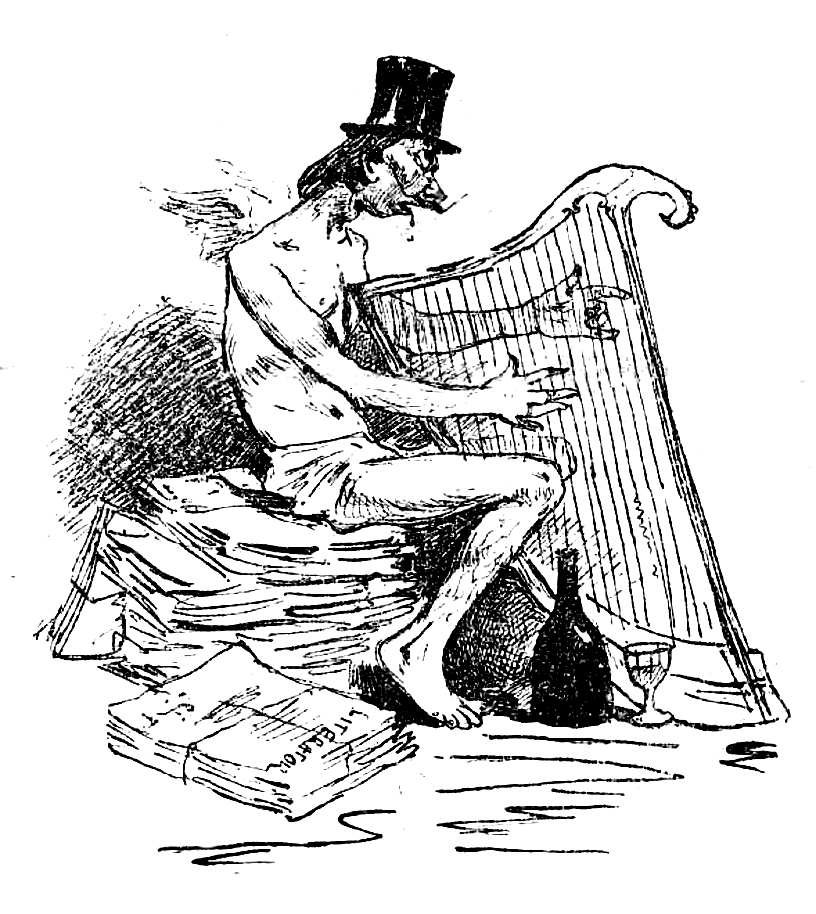
Un poet simbolist, caricatură de Constantin Jiquidi vizându-l pe Alexandru Macedonski și revista sa „Literatorul”. Publicată în Moftul român din 13 iunie 1893

Literatorul a fost o revistă literară, înființată de Alexandru Macedonski. A apărut la București, cu mari intermitențe, între 1880 și 1919. 
Inițial a teoretizat, prin Macedonski, poezia socială, urmând tradițiile progresiste ale pașoptiștilor. Ulterior a militat în chip confuz și nediferențiat pentru simbolism, instrumentalism, sau neoromantism, precum și pentru parnasianism, adoptând astfel o atitudine eclectică. Printre colaboratorii mai de seamă, permanenți sau incidentali, ai revistei, se numărau și Vasile Alecsandri, Traian Demetrescu, Cincinat Pavelescu, Ștefan Petică,  Alexandru T. Stamatiad, Tudor Vianu, Duiliu Zamfirescu, dar și alții.

## Cenaclul și revista Literatorul
Ambele au reprezentat deschiderea unei noi direcții în poezia românească de la sfârșitul secolului al XIX-lea.  A. Marina a afirmat că "opera esențială a lui Alexandru Macedonski e cenaclul. Și-a făcut din casa sa un templu al poeziei care îl salvează de toată patima sa pentru ea". Conform aceleiași confesiuni, în mijlocul casei era un fel de altar. Toată familia sa era implicată. Pe tron citea maestrul, Alexandru Macedonski. După confesiunile participanților, Ștefan Petică avea o prezentare în registru grav, iar Mihail Sadoveanu în registru ironic. După modelul parizian, Macedonski aduna tinerele condeie din București. Cum însă preocupările oamenilor din capitala României nu erau prea legate de artă, și mai ales de poezie, Cenaclul Literatorul era un punct luminos în viața Capitalei. O bună parte a reușitei Cenaclului se datora erudiției literare a mentorului acestora, care cunoștea foarte bine poezia lumii și poezia românească, mai ales cea modernă.

Literatorul, serie nouă

## Serie nouă
Revista Literatorul fondată de Macedonski a fost continuată într-o serie nouă, în 1991, de către Marin Sorescu.  În 2016, revista și-a suspendat, temporar, apariția, din cauza dificultăților financiare. Și-a reluat apariția, în noiembrie 2017, avându-l ca redactor șef pe scriitorul Nicolae Iliescu. Din decembrie 2018, revista Literatorul, aflată sub egida Bibliotecii Metropolitane București, este condusă de un nou redactor-șef, Elena Boholț.